# Нельсон Гарсія
Нельсон Енріке Гарсія Рамос (ісп. Nelson Enrique García Ramos; нар. 5 квітня 1981) — колумбійський борець вільного стилю, дворазовий срібний призер Панамериканських чемпіонатів, дворазовий чемпіон Південноамериканських ігор, срібний та бронзовий призер Центральноамериканських і Карибських ігор, бронзовий призер Боліваріанських ігор.

## Спортивні результати на міжнародних змаганнях

### Виступи на Чемпіонатах світу
| Змагання                        | Збірна   | Вагова категорія          | Місце |
| ------------------------------- | -------- | ------------------------- | ----- |
| Чемпіонат світу з боротьби 2006 | Колумбія | вільна боротьба, до 60 кг | 16    |

### Виступи на Панамериканських чемпіонатах
| Змагання                                   | Збірна   | Вагова категорія          | Місце  |
| ------------------------------------------ | -------- | ------------------------- | ------ |
| Панамериканський чемпіонат з боротьби 2006 | Колумбія | вільна боротьба, до 60 кг | Срібло |
| Панамериканський чемпіонат з боротьби 2007 | Колумбія | вільна боротьба, до 60 кг | Срібло |
| Панамериканський чемпіонат з боротьби 2008 | Колумбія | вільна боротьба, до 60 кг | 10     |
| Панамериканський чемпіонат з боротьби 2009 | Колумбія | вільна боротьба, до 60 кг | 5      |
| Панамериканський чемпіонат з боротьби 2011 | Колумбія | вільна боротьба, до 60 кг |        |

### Виступи на Південноамериканських іграх
| Змагання                       | Збірна   | Вагова категорія          | Місце  |
| ------------------------------ | -------- | ------------------------- | ------ |
| Південноамериканські ігри 2006 | Колумбія | вільна боротьба, до 60 кг | Золото |
| Південноамериканські ігри 2010 | Колумбія | вільна боротьба, до 60 кг | Золото |

### Виступи на Центральноамериканських і Карибських іграх
| Змагання                                               | Збірна   | Вагова категорія          | Місце  |
| ------------------------------------------------------ | -------- | ------------------------- | ------ |
| Центральноамериканські і Карибські ігри 2006           | Колумбія | вільна боротьба, до 60 кг | Бронза |
| Центральноамериканські і Карибські ігри 2010 (Маягуес) | Колумбія | вільна боротьба, до 60 кг | Срібло |

### Виступи на Боліваріанських іграх
| Змагання                 | Збірна   | Вагова категорія          | Місце  |
| ------------------------ | -------- | ------------------------- | ------ |
| Боліваріанські ігри 2009 | Колумбія | вільна боротьба, до 60 кг | Бронза |